# Berufswissenschaft
Unter Berufswissenschaft versteht man die Untersuchung, Absicherung und Strukturierung des Wissens über Berufe und insbesondere desjenigen Wissens, welches einen Beruf selbst ausmacht. Insofern geht es den Berufswissenschaften um die in Berufen und Berufsfeldern zum Ausdruck kommenden Inhalte und Formen der berufsförmig organisierten Facharbeit in ihrem Wechselverhältnis zum Gegenstand der Arbeit und den damit wechselwirkenden Qualifizierungs- und Bildungsprozessen und ihren Potentialen.

## Entstehung
Die „Berufswissenschaft“ findet ihren Ursprung in den Arbeitsanalysen der 1950er Jahre. Spätestens seit den 1960er Jahren wurde vermehrt auf die Notwendigkeit berufswissenschaftlicher Forschung hingewiesen, um den Beruf mit all seinen Facetten und Bedeutungen aufzuklären.
Mit der Erkenntnis, dass durch wenig entwickelte berufswissenschaftliche Qualifikationsforschung die Gefahr von Fehlinterpretationen bei Berufsanalysen groß ist, fand die Berufswissenschaft zu größerer Akzeptanz. Heute ist die Berufswissenschaft fester Bestandteil der universitären Lehre (z. B. Pädagogik, Lehramtsstudiengänge etc.).

## Begriff der „Berufswissenschaft“
In der Disziplin der berufswissenschaftlichen Forschung findet keine exakte Trennung zu angrenzenden bzw. sich überschneidenden Bereichen wie „Berufsfeldwissenschaft“ oder „Berufsfeldforschung“ statt. Der Begriff „Berufswissenschaft“ (bzw. „berufswissenschaftliche Forschung“) gibt den Charakter der interdisziplinären Ausrichtung des Forschungsgegenstandes wieder. Die Berufswissenschaft lässt sich in Anlehnung an die Definition der Beruflichen Fachrichtungen der Kultusministerkonferenz in Teildisziplinen untergliedern. 
„Berufswissenschaft“ umschreibt die Erforschung der Zusammenhänge von „Berufspraxis, Berufstheorie, Facharbeit, Lehrplänen, Berufsbildern, u. a. (…), um zu Erkenntnissen zu gelangen, die für die Gestaltung der Berufsbildung von Bedeutung sind“.
Dazu muss sich die Berufswissenschaft intensiv mit der Arbeitswelt und ihren Ausprägungen in Qualifizierung, Kompetenz und Bildung auseinandersetzen. Nur so kann sie „Beiträge zur Ausgestaltung der Berufsbildung und universitären Fachrichtungen leisten“. Ferner sind die Entstehungsbedingungen, die Entwicklung, welche ein Beruf nimmt, sowie dessen Einbettung in die Arbeitswelt Gegenstand der Berufswissenschaft.
Einordnung und Abgrenzung von Berufswissenschaft ist dabei in hohem Maße vom Verständnis des Begriffs „Beruf“ abhängig. Stärker an der Didaktik der konkreten Arbeitsprozesse orientiert sind die gewerblich-technischen Wissenschaften (gtw). Deren Mitglieder sind in einer Arbeitsgemeinschaft organisiert.

## Einordnung und Abgrenzung
Was Gegenstand berufswissenschaftlicher Forschung ist, hängt vom Verständnis und der Abgrenzung des Begriffs „Beruf“ und seiner Konnotationen ab. Als Beruf bezeichnet man die auf Dauer angelegte Erwerbstätigkeit des Einzelnen, wobei dieser Erwerbstätigkeit bestimmte Kenntnisse, Fertigkeiten und Berufserfahrungen zugrunde liegen. In diesem Sinne geht es den Berufswissenschaften darum, das Wissen und Können zu ermitteln, welches es Menschen ermöglicht, einen Erwerbsberuf auszuüben. Die Erkenntnisse werden in den Berufswissenschaften dazu genutzt, die Kompetenzentwicklung zu analysieren, zu beschreiben und auch zu befördern (Ausbildungsberuf). Sie ist in diesem Sinne auch eine berufspädagogische Wissenschaft.

## Forschungsfelder
Die Fachliteratur benennt vier wechselseitig miteinander verknüpfte Wissenschaftsgebiete, welche die Schwerpunkte berufswissenschaftlicher Forschung ausmachen (Vgl. Rauner, 2002). Diese lassen sich nach Spöttl/Becker zu folgenden Forschungsfeldern der Berufswissenschaft ausdifferenzieren:
- Berufliche Bildungs- und Entwicklungsprozesse
- Wandel von Arbeit, Qualifikation, Technik und Berufsbildung
- Gestaltung von Berufen und Berufsbildungssystemen
- Curriculumentwicklung und -revision, Berufliche Didaktik
- Organisationsentwicklung und Lernortplanung, Industriekultur

## Ziele berufswissenschaftlicher Forschung
Die berufswissenschaftliche Forschung versucht das real verwendete und tatsächlich benötigte Wissen und Können der Facharbeiter im Arbeitsprozess zu untersuchen und zu sichern. Die für einen Beruf typischen Arbeitsaufgaben werden dabei nach Möglichkeit in einer entwicklungslogischen Struktur geordnet.
Weiter ist die Entwicklung von Lern- und Arbeitsaufgaben sowie die Curriculumentwicklung und -revision Gegenstand berufswissenschaftlichen Forschens.
Für die Berufsausbildung werden arbeitsprozessorientierte Lehr- und Lernarrangements, Lernaufgaben und Lernsituationen erarbeitet. Dies beinhaltet auch die Gestaltung von Lern- und Fachräumen, die Ausstattung von Lernorten und die Entwicklung problemorientierter Lernumgebungen.

## Berufswissenschaftliche Qualifikationsforschung
Die berufswissenschaftlich ausgerichtete Qualifikationsforschung verfolgt das Ziel, die für einen Beruf charakteristischen Arbeitsaufgaben und die in diesen inkorporierten Qualifikationsanforderungen zu identifizieren und zu untersuchen, welche didaktischen Stellenwert diese Aufgaben für die Kompetenzentwicklung haben.
Die Qualifikationsforschung umfasst industrielle und handwerkliche Facharbeit bis hin zur Entwicklung von Curricula, die auch die Gestaltung der Lernprozesse zum Gegenstand hat. Eine wissenschaftliche Berufsbildungsforschung ist auf die Qualifikationsforschung angewiesen. Diese schafft Erkenntnisse über die Arbeitswelt und die in der Gesellschaft anerkannten Berufsbilder.
Berufliche Qualifikationsforschung
- ist interdisziplinär ausgerichtet
- setzt auf qualitative Forschung, die quantitative Forschungsansätze intelligent nutzt, um Validität, Reliabilität und Objektivität zu gewährleisten
- geht von einem kontext- und domänenbezogenen Kompetenzbegriff aus
- ergründet die Bedingungen der Kompetenzentwicklung des Subjekts für den Beruf
- geht von einem „Könnerschaft“ erfassenden Kompetenzentwicklungsmodell aus
- erschließt sinnvermittelnde Arbeitszusammenhänge
- führt zu detaillierten Aufgabenbeschreibungen
- legt die Grundlage für die Konzipierung europäisch ausgerichteter Kernberufe